# Berlin Iron Bridge Co.

Aiken Street Bridge über den Merrimack River in Lowell, Massachusetts

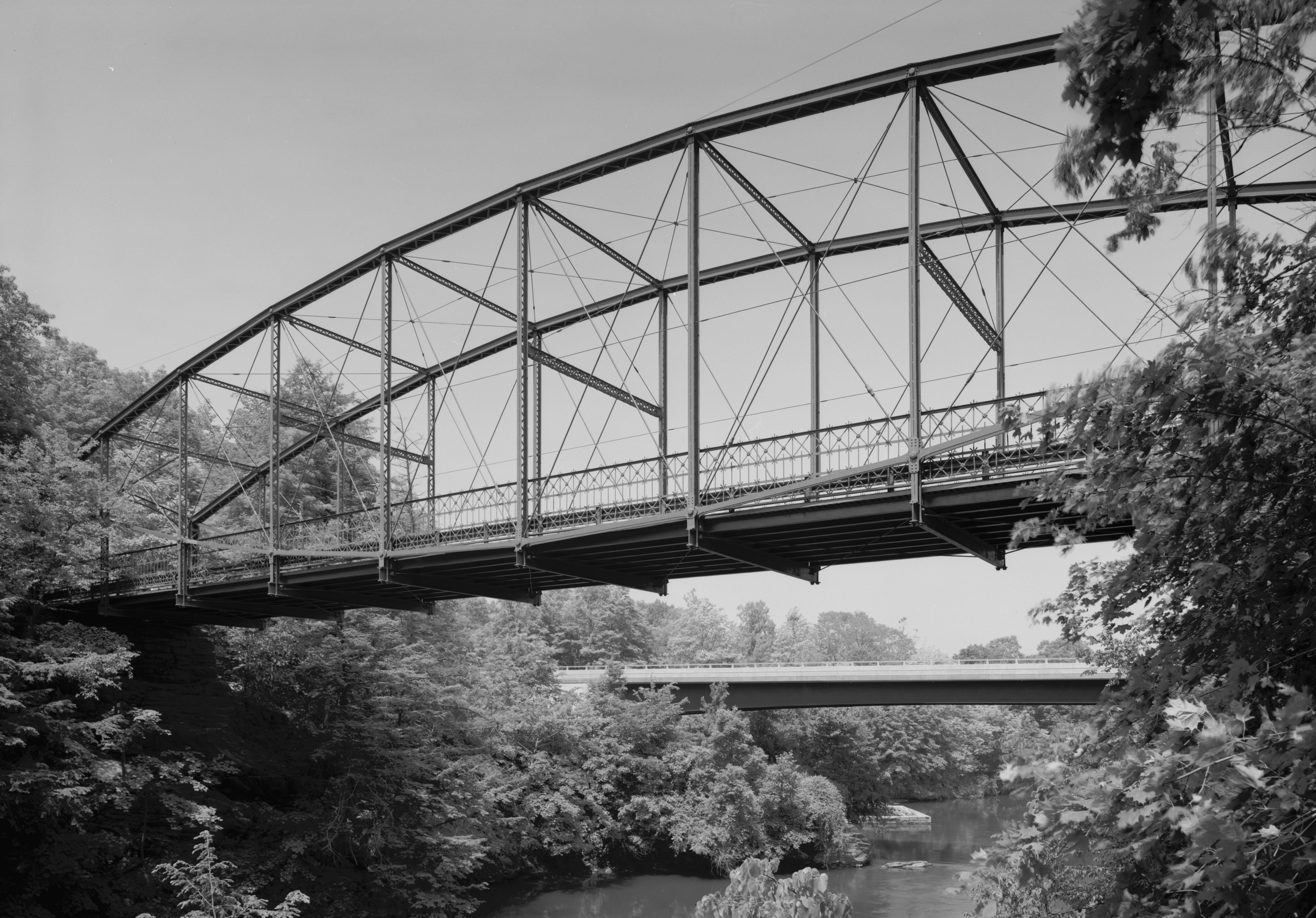
Lover’s Leap Bridge über den Housatonic River in New Milford (Litchfield County, Connecticut)

The Berlin Iron Bridge Company war ein US-amerikanisches Bauunternehmen mit Firmensitz in East Berlin, Connecticut, das auf die Errichtung von schmiedeeisernen Brücken und Hallen spezialisiert war.

## Geschichte
Das Unternehmen ging auf die 1870 gegründete Metallic Corrugated Shingle Company zurück, die 1871 Aktien ausgab und 1873 ihren Namen in Corrugated Metal Company änderte. Die anfängliche Produktion von Wellblech wurde bald auf eiserne Dachkonstruktionen erweitert. Bekannt wurde das Unternehmen mit Linsenträgerbrücken, die es aufgrund eines Patents von William O. Douglas produzierte. 1883 wurde ihr Name nach dem Sitz des Unternehmens geändert in The Berlin Iron Bridge Company. Die Firma erstellte im Osten der USA zahlreiche Linsenträgerbrücken, darunter die Aiken Street Bridge, aber auch Hängebrücken und Fabrikhallen. Viele ihrer Brücken existieren noch und sind im National Register of Historic Places der USA verzeichnet.
1900 wurde es auf Veranlassung von J. P. Morgan mit 27 anderen Bauunternehmen zur American Bridge Company zusammengefasst.

## Brücken

### Von Corrugated Metal Co. erstellt
(Quelle: )
- Pine Street Bridge (1881); Homer, Cortland County, New York ()
- Wall Street Bridge (1881); Homer, Cortland County, New York ()
- Water Street Bridge (1881); Homer, Cortland County, New York ()
- Washington Avenue Bridge (1881); Waterbury, New Haven County, Connecticut ()
- Bardwell’s Ferry Bridge (1882); Conway, Franklin County, Massachusetts ()
- Aiken Street Bridge (1883); Lowell, Middlesex County, Massachusetts ()

### Von Berlin Iron Bridge Company erstellt
(Quelle: )
- Oregonia Road Bridge (1883);  Oregonia, Warren County, Ohio (abgebaut) ()
- Sheffield Street Bridge (1884); Waterbury, New Haven County, Connecticut ()
- Golden Hill Bridge (1885); Lee, Berkshire County, Massachusetts ()
- Hadley Bridge (1885); Hadley, Saratoga County, New York ()
- Sharon Station Road Bridge (1885); Sharon, Litchfield County, Connecticut ()
- Ashland Mill Bridge (1886); Jewett Stadt, Griswold, New London County, Connecticut, (ersetzt) ()
- Glen Falls Bridge (1886); Plainfield, Windham County, Connecticut ()
- South Washington Street Bridge (1886); Binghamton, Broome County, New York ()
- Highgate Falls Bridge (1887); Highgate, Franklin County, Vermont ()
- Pineground Bridge (Thunder Bridge) (1887); Chichester, Merrimack County, New Hampshire ()
- Boardman's Lenticular Bridge (1888); New Milford, Litchfield County, Connecticut ()
- Main Street Bridge (1888); Stamford, Fairfield County, Connecticut ()
- Melrose Road Bridge (1888); East Windsor, Hartford County, Connecticut ()
- Ouaquaga Bridge (1888); Ouaquaga, Broome County, New York ()
- Swing Bridge (Hängebrücke) (1888); Keeseville, Clinton County, New York ()
- Jersey Shore Bridge (1889); bei Jersey Shore, Porter Township, Lycoming County, Pennsylvania ()
- Augusta Street Bridge (1890); San Antonio, Bexar County, Texas ()
- Brackenridge Park Bridge (1890); San Antonio, Bexar County, Texas ()
- Hallville Mill Bridge (1890); Preston, New London County, Connecticut  ()
- Minortown Road Bridge (1890); Woodbury, Litchfield County, Connecticut ()
- Pine Creek Bridge (1890); Brown Township, Lycoming County, Pennsylvania ()
- Waterville Bridge (1890); Green Point, Pennsylvania ()
- Crockett Street Bridge (1891); San Antonio, Bexar County, Texas ()
- Red Bridge (1891); Meriden, New Haven County, Connecticut ()
- Talcottville Main Street Bridge (1891); Vernon, Tolland County, Connecticut ()
- Rice Farm Road Bridge (1892); Dummerston, Windham County, Vermont ()
- Janice Peaslee Bridge (1893); Stratford, Coös County, New Hampshire / Maidstone, Essex County, Vermont ()
- Turn-of-River Bridge (1893); Stamford, Fairfield County, Connecticut ()
- Kelley Crossing Bridge (1895); Lockhart, Caldwell County, Texas ()
- Lover’s Leap Bridge (1895); New Milford, Litchfield County, Connecticut ()
- Town Bridge (1895); Canton, Hartford County, Connecticut ()
- Neshanic Station Lenticular Truss Bridge (1896); Neshanic Station, Somerset County, New Jersey ()
- Norwalk River Railroad Bridge (Drehbrücke) (1896); Norwalk, Fairfield County, Connecticut ()
- River Street Bridge (1906); Plainfield, Windham County, Connecticut (ersetzt) ()